# أوزوالد بلوين
أوزوالد بلوين هو متسابق يخت كندي، ولد في 28 يناير 1948.

## وصلات خارجية
- أوزوالد بلوين على موقع أوليمبيديا (الإنجليزية)